# Audi Aréna
Audi Aréna este o arenă multifuncțională acoperită din Győr, Ungaria. Clădirea a fost finalizată și inaugurată pe 19 noiembrie 2014.

## Istoric
Vechea sală polivalentă din Győr, Magvassy Mihály Sportcsarnok, are o capacitate de 2.800 de locuri. Győri Audi ETO KC, cea mai de succes echipă sportivă din Ungaria, și-a jucat aici meciurile de pe teren propriu din campionatul ungar de handbal feminin și din cupele europene. Odată cu succesele obținute în ultimii ani s-a pus problema construirii unei săli noi și moderne care să permită în același timp și accesul unui număr mai mare de spectatori. Decizia de a începe construcția a fost luată după ce, în 2013, echipa de handbal a câștigat Liga Campionilor EHF.
Piatra de temelie a noii arene a fost pusă în ianuarie 2014, iar construcția s-a terminat într-un timp record, sala fiind finalizată în noiembrie 2014. Finanțarea a fost asigurată grație celor 5 miliarde de forinți puși la dispoziție de guvernul Ungariei.
La inaugurarea din 19 noiembrie au participat Viktor Orbán, prim-ministrul Ungariei, Zsolt Borkai, primarul orașului Győr, Thomas Faustmann, Managing Director al Audi Hungaria, și Anita Görbicz, căpitanul și vedeta echipei de handbal feminin Győri Audi ETO KC.
Noua sală polivalentă va purta în următorii 10 ani numele Audi Aréna în urma unui parteneriat cu producătorul de automobile. Prin cumpărarea dreptului de folosință a numelui sălii, compania germană va contribui la costurile de întreținere a arenei din Győr.

## Evenimente găzduite
Pe 23 noiembrie 2014, în fața a 5.200 de spectatori, în Audi Aréna s-a desfășurat primul meci din Liga Campionilor, pe care echipa locală l-a câștigat împotriva suedezelor de la IK Sävehof, cu scorul de 35-23.
În luna decembrie 2014, Audi Aréna a găzduit meciurile din Grupa A a Campionatului European de Handbal Feminin din 2014. În viitor sunt prevăzute multe alte evenimente sportive sau culturale, precum meciuri de la Campionatul European de Baschet Feminin din 2015 sau meciuri de handbal de la Festivalul European Olimpic pentru Tineret din 2017.

## Facilități
Situată pe Kiskút liget, aproape de nou renovata Magvassy Mihály Sportcsarnok și la doar 4 kilometri de centrul orașului, Audi Aréna poate primi până la 5.500 de spectatori pe scaune și este dotată cu o sală de presă pentru 84 de ziariști și un salon VIP pentru 192 de persoane. Sala polivalentă dispune de o parcare proprie cu 1.100 de locuri și de o stație pentru mijloacele de transport în comun. Arena este echipată pentru a găzdui partide din diferite sporturi de sală, cum ar fi handbalul, baschetul și futsalul.